# Mehdi Benboubakeur
Mehdi Benboubakeur né le 27 juillet 1973, est le Directeur général du Printemps numérique de Montréal depuis 2015.

## Biographie
Mehdi Benboubakeur est né le 27 juillet 1973 en Algérie. Ingénieur de formation en génie mécanique, photographe, cinéaste, autodidacte en VFX, il est également diplômé en marketing et en design d’image numérique.
Montréal devient sa ville adoptive en 2004. À son arrivée il y a plus de 15 ans il met sur pied la revue Réussir Ici qui met en lumière l’intégration et les talents des immigrants à la société québécoise.
En 2008 il intègre le CRE de Montréal comme chargé de communication pour développer des projets de société structurants.
En 2012 il lance Yingo, le premier site d'achat groupé canadien socialement responsable.
En 2015, pour assurer la pérennité de sa mission, le Printemps numérique (PN) devient un OBNL indépendant qu’il dirige. Sous sa gouverne, le Printemps numérique voit le jour pour connecter les individus, les organisations et les idées afin de faire progresser et rayonner l’intelligence numérique. Agissant pour les industries, les communautés et les joueurs de la scène locale et internationale, le PN est l’acteur d’avant-garde qui favorise les maillages en ouvrant les horizons du progrès numérique.
Mehdi Benboubakeur inaugure en 2019 MTL connecte  : la Semaine numérique de Montréal, afin de positionner Montréal comme capitale mondiale du numérique.
En 2020, en raison de la pandémie mondiale, il présente l'événement en ligne avec une présence majeure sur la scène internationale. 12 000 participants de 80 pays se retrouvent connectés sur sa plateforme virtuelle.
Depuis 2021, MTL connecte est présenté sous un format hybride : en présentiel et en ligne afin de s'adapter aux restrictions causées par la pandémie mondiale et mieux répondre aux nouvelles pratiques de consommation d'événements.
En 2021, c'est aussi l'année où Mehdi Benboubakeur lance le Programme d’accessibilité, Explore MTL connecte destiné aux jeunes entrepreneurs, professionnels et étudiants venant de pays en développement .
Il œuvre également à résorber une fracture numérique constatée entre différentes catégories de population québécoise et pour une plus grande représentation des femmes dans le milieu tech. À travers le projet Jeunesse QC 2030, en collaboration avec le Secrétariat à la jeunesse, il souhaite contribuer à établir une égalité de chances entre les jeunes, dont ceux des communautés autochtones, en explorant les potentiels du numérique via une multitude d’activités. Il est à l’origine de la Table de concertation de la littératie numérique rassemblant une quarantaine d’organisations québécoises et du Mois numérique jeunesse.

## Distinction et autres reconnaissances
- En novembre 2019. Résolution de l'Assemblée nationale du Québec. Une motion adoptée du ministre Éric Caire, Ministre délégué à la Transformation numérique gouvernementale, Vice-président du Conseil du trésor et Leader parlementaire adjoint du gouvernement, en collaboration avec Sylvie D'Amours - Députée de Mirabel, ministre responsable des Affaires autochtones et conjointement avec le député de D'Arcy-McGee, le député de Rosemont, le député de René-Lévesque et le député de Chomedey, a souligné l’impact du Projet Jeunesse (cafés numériques)  dans la Nation Atikamekw[11].
- En 2008, Prix spécial - Engagement social , Concours québécois en entrepreneuriat[12].
- En 2008, Palme d'Or Fondation Club Avenir. Pour ses réalisations exceptionnelles au sein de la communauté algérienne du Canada[13].